# Point Accepted Mutation Matrix
|  | Dieser Artikel wurde aufgrund von formalen oder inhaltlichen Mängeln in der Qualitätssicherung Biologie zur Verbesserung eingetragen. Dies geschieht, um die Qualität der Biologie-Artikel auf ein akzeptables Niveau zu bringen. Bitte hilf mit, diesen Artikel zu verbessern! Artikel, die nicht signifikant verbessert werden, können gegebenenfalls gelöscht werden. Lies dazu auch die näheren Informationen in den Mindestanforderungen an Biologie-Artikel. |

Eine Point Accepted Mutation Matrix (kurz: PAM-Matrix) ist eine mit PAM-Werten gefüllte Substitutionsmatrix, die in der Bioinformatik dazu verwendet wird, die Wahrscheinlichkeit der Veränderung einer Aminosäuresequenz zu bestimmen. Grundlage zur Erstellung einer PAM-Matrix sind statistisch erfasste Werte über Sequenzunterschiede.
In der Praxis wird die PAM250-Matrix am häufigsten verwendet. Sie weist eine Sequenzübereinstimmung von etwa 20 % auf, was bedeutet, dass man allein durch die Sequenzanalyse mit einem richtigen Alignment rechnen kann. Erstmals beschrieben wurde sie von Margaret Oakley Dayhoff, die sie 1978 im „Atlas of Protein Sequence and Structure“ publizierte.

## Motivation & Erstellung
Je weiter sich Sequenzen auseinanderentwickeln, desto mehr Mutationen sammeln sich an. Margaret Oakley Dayhoff versuchte als Erste zu erfassen, welche Aminosäuren mit welcher Wahrscheinlichkeit zu einer anderen Aminosäure mutieren. Basis für diese Beobachtung ist, dass die chemischen Eigenschaften eines Aminosäurerestes meist unangetastet bleiben, eine saure Aminosäure wird also mit vergleichsweise hoher Wahrscheinlichkeit gegen eine ebenfalls saure getauscht.
Ein wichtiger Faktor bezüglich der Verwendung dieser beobachteten Änderungswahscheinlichkeiten ist die Frage, wie sehr sich zwei Sequenzen generell unterscheiden. Die Sequenzfolge
```
AGSTVAVREA 

| |||||| | 

ATSTVAVRSA
```

hat einen Abstand von 2 und damit einen Unterschied von 20 %. Je nachdem also, wie sehr die Alignments zweier oder mehrerer Sequenzen übereinstimmen, unterscheidet man zwischen 1-PAM-Matrizen (entspricht 1 % akzeptierte Mutation) und 250-PAM-Matrizen (entspricht etwa 80 % akzeptierte Mutationen).
Die Einträge der PAM-Matrix sind als log-odds-Werte angegeben und mit einem gewissen Faktor (meist 10) multipliziert, um Kommazahlen zu vermeiden. Um von einem Score der Matrix zurück auf die Mutationswahrscheinlichkeit zu schließen, wird der Wert durch 10 dividiert und danach zur Basis 10 potenziert. Ein Wert von +2 in einer PAM-Matrix bedeutet damit, dass Aminosäure A 1,6-mal häufiger zu Aminosäure B mutiert als erwartet (2/10 = 0,2 und 10^(0,2) = 1,6).
Um auch für Sequenzen sehr geringer Ähnlichkeit zuverlässige Ergebnisse zu erhalten, entwickelten S. Henikoff und J.G. Henikoff die Familie der BLOSUM-Matrizen.